# Double Six Monument

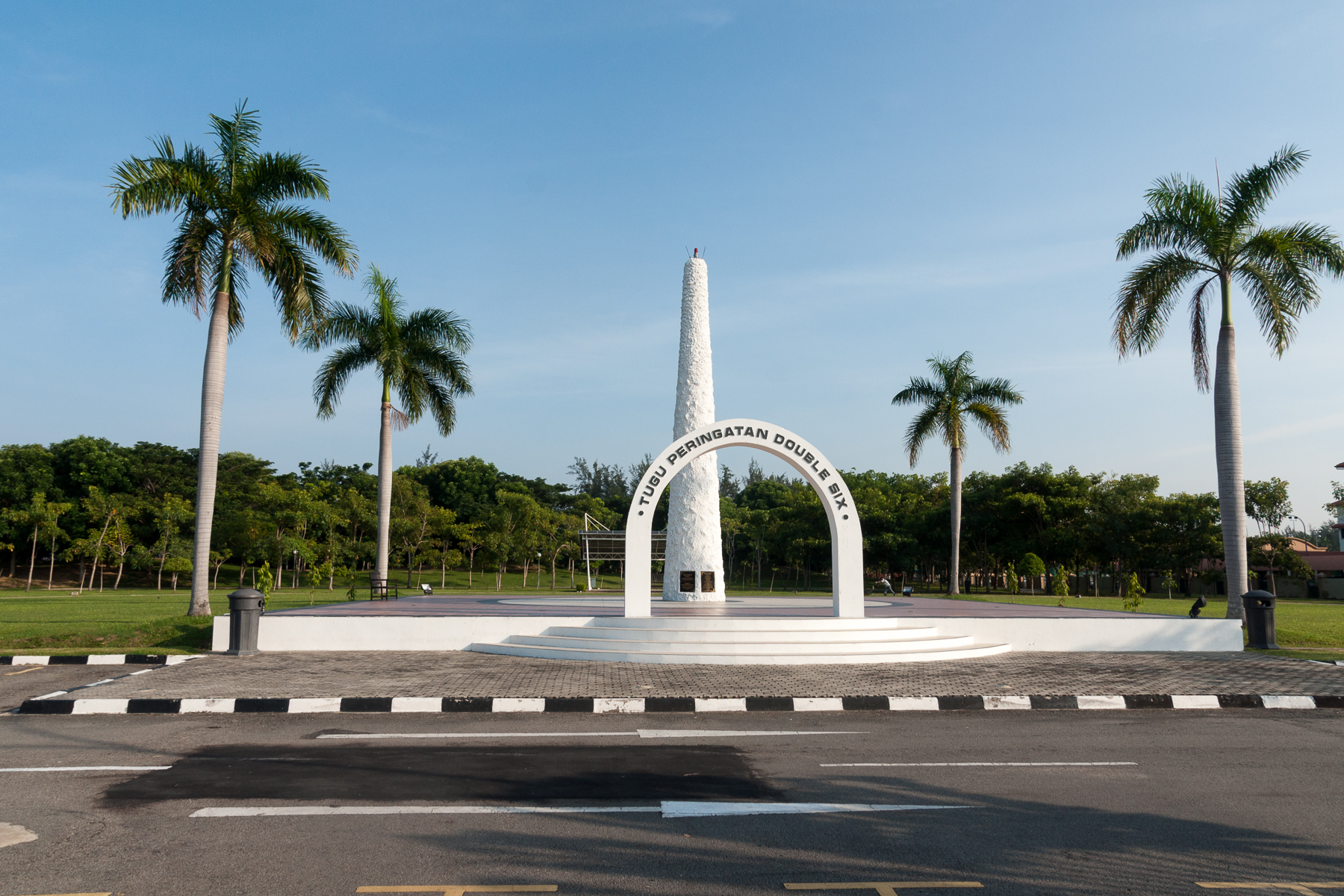
Double Six Monument im Stadtteil Sembulan

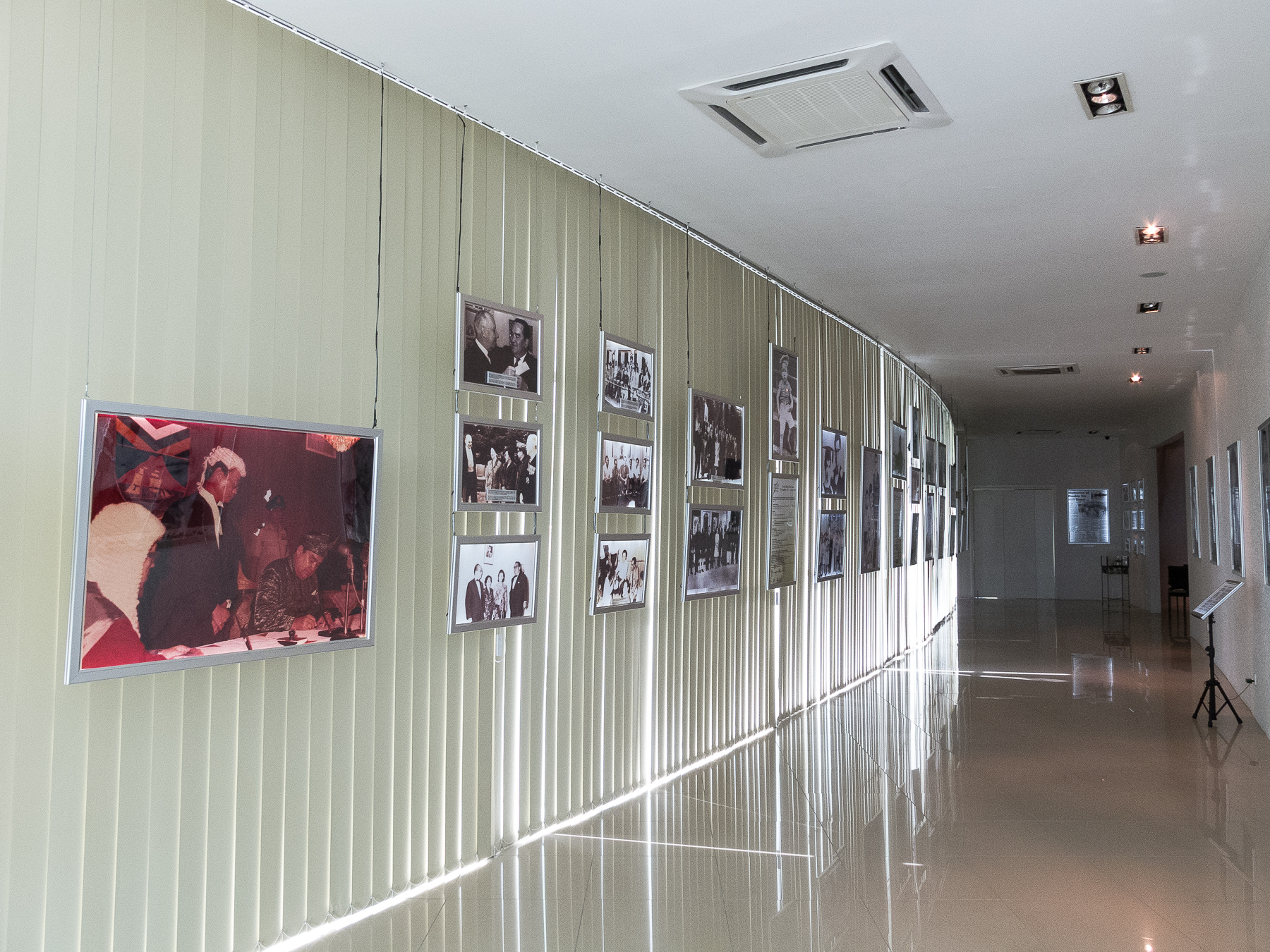
Ausstellungsräume am Double Six Monument

Mit Double Six Monument (malaysisch Tugu Peringatan Double Six) wird ein Denkmal in Kota Kinabalu im malaysischen Bundesstaat Sabah bezeichnet, das an den Flugzeugabsturz vom 6. Juni 1976 erinnert, bei dem führende Politiker und Mitglieder der Landesregierung des Bundesstaats ums Leben kamen.
Das aus Labuan kommende Flugzeug der Sabah Air stürzte beim Landeanflug auf den Kota Kinabalu International Airport im Vorort Sembulan ab. Bei dem Absturz wurden alle Insassen des Flugzeugs getötet, darunter Tun Fuad Stephens, der damalige Ministerpräsident von Sabah. Die Bezeichnung Double Six leitet sich aus dem Tag und dem Monat des Unglücksdatums her und hat sich in Malaysia unter dem Namen Double Six Tragedy in das kollektive Gedächtnis eingeprägt.
Der Ort des Absturzes ist mit dem Double Six Monument (malaiisch Tugu Peringatan Double Six), einem Mahnmal in Form eines Steinobelisken, markiert, das kurz nach dem Unglück errichtet wurde. Das Mahnmal befindet sich im Stadtteil Sembulan innerhalb des Grace Garden Gebäudekomplexes in Kota Kinabalu, Sabah an der Jalan Pantai Sembulan.
Eine am Eingang zum Grace Garden gelegene Ausstellungshalle zeigt Photos des Unglücks und biographische Notizen zu den verunglückten Flugzeuginsassen.